# لن دیتون
لن دیتون (انگلیسی: Len Deighton؛ زادهٔ ۱۸ فوریهٔ ۱۹۲۹) یک نویسنده، روزنامه‌نگار، فیلم‌نامه‌نویس و تاریخ‌نگار اهل بریتانیا است. او نویسنده رمان پرونده ایپکرس (۱۹۶۲) است که از روی آن اقتباسی سینمایی (۱۹۶۵) ساخته شده است.
وی فیلم‌نامه‌نویس آثاری همچون مغز بیلیون دلاری و ترفند، طرح‌ریزی، رویارویی بوده است.